# توما نومورا
توما نومورا (باليابانية: 野村 天真) (مواليد 27 يونيو 2001) هو لاعب كرة قدم ياباني.

## وصلات خارجية
- توما نومورا على موقع رابطة كرة القدم اليابانية للمحترفين (اليابانية)
- توما نومورا على موقع Soccerway.com (الإنجليزية)
- توما نومورا على موقع عالم كرة القدم.نت (الإنجليزية)